# بنیاد قبل از کریستف کلمب

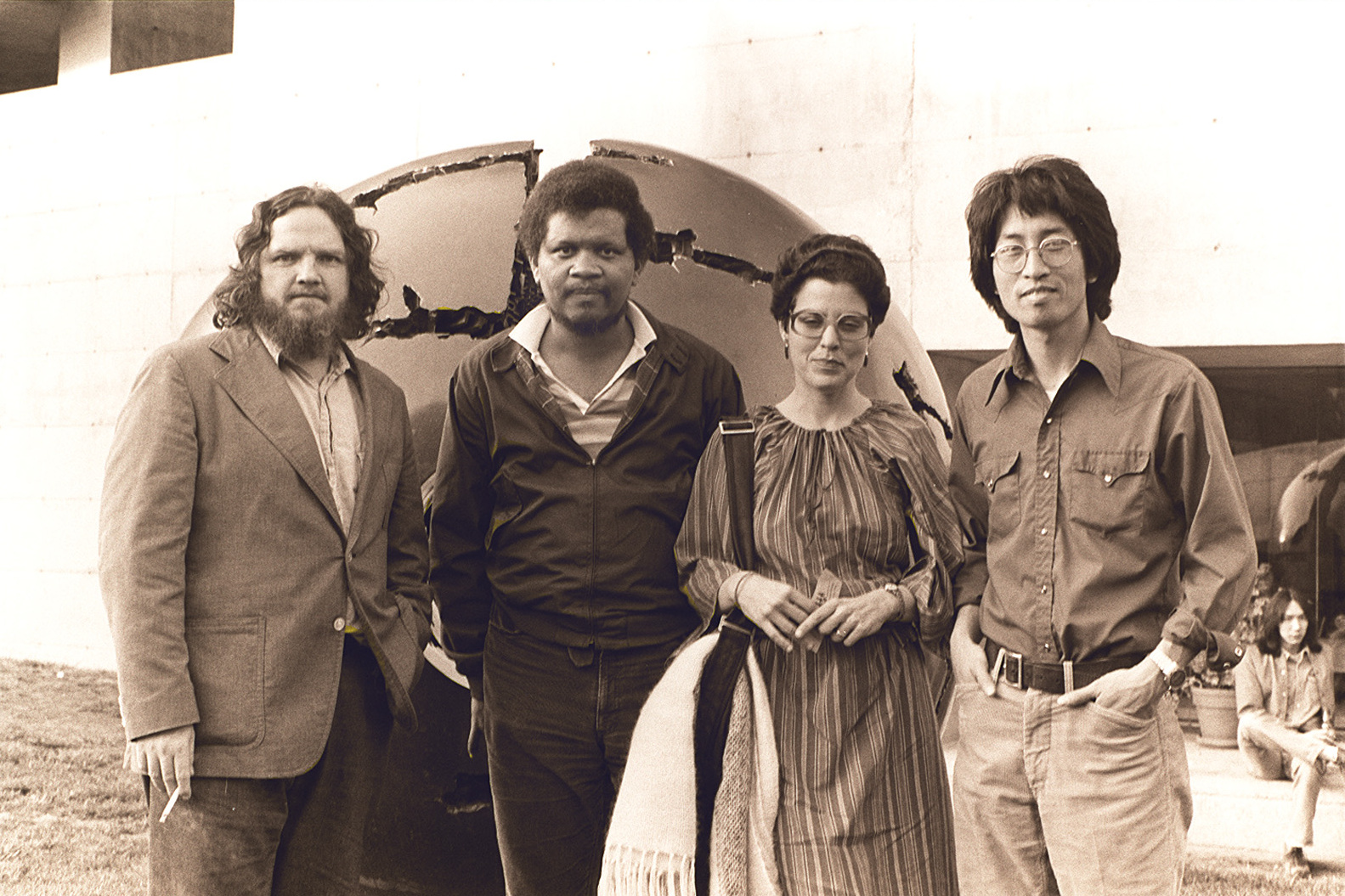
از سمت چپ: ویرایشگر باب کالاهان، نویسنده اشمایل رید، کارلا بلانک، بازیگر و همسر رید و در سمت راست شاون وانگ، رمان‌نویس.
عکس در ۱۹۷۵ توسط نانسی وانگ گرفته شده‌است

بنیاد قبل از کریستف کلمب (انگلیسی: Before Columbus Foundation) یک سازمان غیرانتفاعی است که در سال ۱۹۷۶ توسط اشمایل رید تأسیس شد، و به ترویج و اشاعه ادبیات چند فرهنگی معاصر آمریکایی اختصاص یافته. این بنیاد طی سالهای اخیر جوایز سالانه کتابهایی را تعیین می‌کند که در ایالات متحده آمریکا منتشر می‌شود، و به این وسیله به ارتقاء ادبیات چند فرهنگی آمریکا کمک می‌کند.

## تاریخچه
رید برای گسترش کار و تأمین نیازهای بنیاد در پی یافتن همکار بود، و او ویکتور هرناندز کروز را که اکنون عضو افتخاری آکادمی شاعران آمریکا است را انتخاب کرد. سپس برای مدیریت بنیاد، شاون وانگ، رمان‌نویس و رئیس سابق بخش انگلیسی دانشگاه واشینگتن در سیاتل را برگزید؛ و رودولفو آنایا رمان‌نویس آمریکایی را به عنوان رئیس بخش توزیع جایزه انتخاب نمود. نام بنیاد با اقتباس از کتاب ایوان ون سرتیما اهل گویان که مؤلف کتاب «قبل از کلمبوس» (۱۹۷۶) بود انتخاب شد، و بنیاد کارش را به منظور ترویج و اشاعه ادبیات چند فرهنگی آمریکا شروع کرد، و در پراتیک بنیاد به سازمانی خدماتی که به شناسایی نویسندگان اسپانیایی، آمریکایی آفریقایی، آمریکایی‌های هیسپانیک و لاتین و نویسندگان بومی آمریکایی می‌پردازد تبدیل شد تا کیفیت و استعدادهای ادبی را که در جریانات فرهنگی از آنها غفلت شده شناسایی شوند، به گفته مدیران، هدف بنیاد برای ایجاد تنوع، پرداختن به آثار ۵۰ سال اخیر و به‌طور خاص اقلیتهای قومی است که در محدودیت قرار داشتند، به این منظور با ایجاد کلاس‌های درس، نشست‌های شعر، سمپوزیوم‌ها و توزیع نشریات به اشاعه فرهنگ کمک می‌کند.